# Thysanopyga deprivata
Thysanopyga deprivata là một loài bướm đêm trong họ Geometridae.